# جيمس كامبل هايغ
جيمس كامبل هايغ (بالإنجليزية: James Campbell Haig)‏ هو محامي وسياسي كندي، ولد في 2 يونيو 1909، وتوفي في 5 فبراير 1980. انتخب عضو مجلس الشيوخ الكندي.